# Maretina
La maretina, o Carbamato di m-tolilidrazide è un farmaco ad attività antipiretica. In Italia l'uso del composto si diffuse intorno ai primi anni del '900. Piuttosto efficace nel determinare una defervescenza febbrile si rivelò presto decisamente tossico e per tale motivo cadde in disuso.

## Chimica
Si presenta come una polvere bianca, cristallina, inodore ed insipida che fonde a 183-184 °C. Il composto è solubile nell'alcool, nel cloroformio, nel tacetene (cloruro di metile).

## Farmacodinamica
L'azione terapeutica cominciava a distanza di 2-4 ore dall'assunzione e l'azione terapeutica di una dose si prolungava per 9-15 ore.

## Farmacocinetica
Il farmaco dopo assunzione per via orale viene assorbito dal tratto gastroenterico e successivamente eliminato dall'organismo attraverso l'emuntorio renale. La sua presenza nelle urine ne comporta un potere riducente.

## Usi clinici
In passato il composto venne utilizzato soprattutto nella febbre tubercolare ma veniva anche raccomandata nel tifo addominale, nelle gastriti febbrili, nell'ittero infettivo, nella pleurite siero-fibrinosa, nell'influenza, nella febbre intermittente, nella setticemia ed in molte altre affezioni febbrili.

## Effetti collaterali e indesiderati
Nei soggetti in trattamento sono stati segnalati l'insorgenza di emolisi e metemoglobinemia, nonché altri disturbi secondari.

## Dosi terapeutiche
La molecola veniva somministrata ad un dosaggio di 100–250 mg, due o tre volte al giorno.